# Royal Society Te Apārangi
La Royal Society Te Apārangi (per intero, Royal Society of New Zealand Te Apārangi) è un ente indipendente e statutario senza scopo di lucro in Nuova Zelanda sul modello della Royal Society che fornisce finanziamenti e consulenza politica nei campi delle scienze e delle discipline umanistiche. Fondato nel 1867, ha sede in Wellington.